# جان بول دينيس
جان بول دينيس هو لاعب هوكي الجليد كندي، ولد في 28 فبراير 1924، وتوفي في 3 يناير 1989.

## وصلات خارجية
- جان بول دينيس على موقع دوري الهوكي الوطني (الإنجليزية)
- جان بول دينيس على موقع EliteProspects.com (الإنجليزية)
- جان بول دينيس على موقع HockeyDB.com (الإنجليزية)
- جان بول دينيس على موقع Hockey-Reference.com (الإنجليزية)